# Cure for Pain: The Mark Sandman Story
Cure for Pain: The Mark Sandman Story é um documentário estadunidense de 2011 que conta a história do músico Mark Sandman, notório por ter sido o líder da banda Morphine.

## Sinopse
| “ | Mark Sandman morreu como viveu: surpreendendo. Seja com sua primeira banda Traet Her Right e depois com o Morphine, deixou claro que não é necessário seguir regras para se fazer música de qualidade. Quando apareceu no início dos anos 90 com uma formação sem guitarra, com bateria, saxofone e seu baixo de três cordas tocado com slide, o músico rompeu todos os esquemas da auto-alimentada cena roqueira e foi apontado como um messias. Ben Harper, Queens of the Stone Age, John Medeski estão entre os convidados deste filme a falar de sua genialidade. | ” |

## Trilha-Sonora
O álbum com a trilha-sonora do filme foi lançada em 2011.

### Faixas
01. The Chapter - 2:04

02. No Witness - 4:14
	
03. This Time - 2:54
	
04. Corporation - 4:35

05. Grab Me By the Face - 3:15
	
06. Extra Time - 4:01
	
07. Brazil - 2:57
	
08. Shake Hands - 3:57
	
09. You Took Over My Life - 2:03
	
10. Where I Come From - 2:28

## Prêmios
- Chopin’s Nose 2012
- Sound Unseen 2011
- Jury Award, Canadian Music Week 2011 Best Film